# Pelhřimov (Cheb)
Pelhřimov (németül: Pilmersreuth) Cheb településrésze Csehországban a Karlovy Vary-i kerület Chebi járásában. A városközponttól 3 km-re délnyugatra fekszik. A 2001-es népszámlálási adatok szerint 25 lakóháza és 61 lakosa van.

## Nevezetességek
- Bismarck-kilátó
- az első világháború helybéli hősi halottainak emlékműve
- emlékhely a ledöntött Szent Anna templom helyén